# Mortierella bisporalis
Mortierella bisporalis (Thaxt.) Björl. (głodówka dwuzarodnikowa) – gatunek grzybów należący do typu Mucoromycota.

## Systematyka
Pozycja w klasyfikacji według Index FungorumMortierella, Mortierellaceae, Mortierellales, Incertae sedis, Mortierellomycetes, Mortierellomycotina, Mucoromycota, Fungi.
Po raz pierwszy opisał go w 1914 r. Roland Thaxter, nadając mu nazwę Haplosporangium bisporale. W 1863 r. Karl Björling przeniósł go do rodzaju Mortierella. Synonimy:
- Haplosporangium bisporale Thaxt. 1914
- Haplosporangium decipiens Thaxt. 1914
- Mortierella decipiens (Thaxt.) Björl. 1936[2].

## Charakterystyka
Grzyb mikroskopijny o pajęczynowatym wzroście i dwuzarodnikowych zarodniach, wykorzystujący biogeny obecne na powierzchni gleby.
Znane jest występowanie Mortierella bisporalis w Ameryce Północnej, Europie i na wyspach Oceanu Indyjskiego. W Polsce do 2003 r. podano kilka stanowisk w glebie, próchnicy i opadłych liściach. Grzyb dość częsty, jego stanowiska podawano także później, m.in. na Polu Mokotowskim.